# Дискография Buck-Tick
Японские названия песен и альбомов в данной статье продублированы транслитерацией с применением системы Хэпбёрна. Переводы на русский язык даны для ознакомления
Buck-Tick – японская рок-группа, основанная в 1983 году в городе Фудзиока, префектура Гумма под названием Hinan GO-GO (яп. 非難 GO-GO, «~Давай, критикуй»).
В 1984 году группа была переименована в Buck-Tick.
В 1985 все участники группы переехали в Токио, утвердился состав группы: Ацуси Сакураи, Хисаси Имаи, Хидэхико Хосино, Ютака Хигути, Толл Ягами. В таком составе она существует до сих пор, в этом составе были записаны все альбомы и синглы группы.
В 1986 году группа заключила контракт с независимым лейблом TAIYO RECORDS и выпустила свой первый сингл «TO-SEARCH», а в 1987 году – первый альбом «HURRY UP MODE». В том же году группа дебютировала в статусе мейджор и подписала контракт со звукозаписывающей компанией Victor Entertainment .
За историю своего существования группа работала под несколькими лейблами, с разными звукозаписывающими компаниями:  
- 1985-1987 – TAIYO RECORDS (яп. 太陽レコード)
- 1987-1996 – Victor, Victor Entertainment
- 1997-1999 – Mercury Music Entertainment (яп. マーキュリー・ミュージックエンターテイメント)
- 2000-2005 – BMG Funhouse (яп. BMGファンハウス)
- 2005-2009 – BMG JAPAN
- c 2009 – Ariola Japan

21 октября 2011 года был создан оригинальный лейбл группы под названием Lingua Sounda (яп. リンガ・サウンダ).
В данной статье представлена дискография группы: альбомы, сборники, синглы, список композиций группы, использованных в качестве саундтреков и музыки для рекламы, видеоальбомы, список видеоклипов. А также альбомы, в записи которых члены группы принимали участие в качестве приглашённых музыкантов.

## Студийные альбомы
| HURRY UP MODE | |
| 1. PROLOGE (—/Сакураи)* 2. PLASTIC SYNDROME TYPE II (Имаи/Сакураи) 3. HURRY UP MODE (Имаи/Имаи) 4. TELEPHONE MURDER (Имаи/Имаи) 5. FLY HIGH (Имаи/Имаи) 6. ONE NIGHT BALLET (Имаи/Имаи) 7. MOON LIGHT (Сакураи/Имаи) 8. FOR DANGEROUS KID (Имаи/Имаи) 9. ROMANESQUE (Имаи/Имаи) 10. SECRET REACTION (Имаи/Имаи) 11. STAY GOLD (Имаи/Имаи) Этот альбом был выпущен в двух форматах — LP и CD. На диске были добавлены: - VACUUM DREAM (Имаи/Имаи) - NO NO BOY (Имаи/Имаи) * Здесь и далее порядок (Слова/Музыка) | - инди-альбом - Oricon чарт: — - Лейбл: TAIYO RECORDS - Дата выхода: 1 апреля 1987 года                                                                   |
| SEXUAL XXXXX! | |
| 1. EMPTY GIRL (Имаи/Имаи) 2. FUTURE FOR FUTURE (Имаи/Имаи) 3. DREAM OF TRUTH (Имаи/Имаи) 4. DO THE «I LOVE YOU» (Имаи/Имаи) 5. ILLUSION (Сакураи/Имаи) 6. SEXUAL XXXXX! (Сакураи/Имаи) 7. SISSY BOY (Имаи/Имаи) 8. MIS-CAST (Имаи/Имаи) 9. HYPER LOVE (Имаи/Имаи) 10. MY EYES & YOUR EYES (Имаи/Имаи) | - 1-й альбом - Oricon чарт: 33 - Лейбл: VICTOR - Дата выхода: 21 ноября 1987 года                                                                         |
| SEVENTH HEAVEN | |
| 1. FRAGILE ARTICLE (Имаи/Имаи) 2. ・・・IN HEAVEN・・・ (Сакураи/Имаи) 3. CAPSULE TEARS —PLASTIC SYNDROME III— (Имаи/Имаи) 4. CASTLE IN THE AIR (Имаи/Имаи) 5. ORIENTAL LOVE STORY (Сакураи/Имаи) 6. PHYSICAL NEUROSE (Имаи/Имаи) 7. DESPERATE GIRL (Сакураи/Хосино) 8. VICTIMS OF LOVE (Сакураи/Имаи) 9. MEMORIES・・・ (Сакураи/Имаи) 10. SEVENTH HEAVEN (Имаи/Имаи) | - 2-й альбом - Oricon чарт: 3 - Лейбл: VICTOR - Дата выхода: 21 июня 1988 года                                                                            |
| TABOO | |
| 1. ICONOCLASM (Имаи/Имаи) 2. TOKYO (Сакураи/Имаи) 3. SEX FOR YOU (Сакураи/Имаи) 4. EMBRYO (Сакураи/Имаи) 5. «J» (Имаи/Имаи) 6. FEAST OF DEMORALISATION (Ягами/Хосино) 7. ANGELIC CONVERSATION (Имаи/Хосино) 8. SILENT NIGHT (Сакураи/Имаи) 9. TABOO (Сакураи/Имаи) 10. JUST ONE MORE KISS (Сакураи/Имаи) | - 3-й альбом - Oricon чарт: 1 - Лейбл: VICTOR - Дата выхода: 18 января 1989 года                                                                          |
| Aku no Hana (яп. 悪の華, «Цветы Зла») | |
| 1. NATIONAL MEDIA BOYS (Имаи/Имаи) 2. Maboroshi no Miyako (яп. 幻の都, «Столица иллюзий») (Сакураи/Имаи) 3. LOVE ME (Сакураи/Имаи) 4. PLEASURE LAND (Хосино/Хосино) 5. MISTY BLUE (Сакураи/Имаи) 6. DIZZY MOON (Ягами/Хосино) 7. SABBAT (Сакураи/Хосино) 8. THE WORLD IS YOURS (Сакураи/Имаи) 9. Aku no Hana (яп. 悪の華) (Сакураи/Имаи) 10. KISS ME GOOD-BYE (Сакураи/Имаи) | - 4-й альбом - Oricon чарт: 1 - Лейбл: VICTOR - Дата выхода: 1 февраля 1990 года                                                                          |
| Kurutta Taiyou (яп. 狂った太陽, «Безумное Солнце») | |
| 1. Speed (яп. スピード) (Сакураи/Имаи) 2. MACHINE (Сакураи/Имаи) 3. MY FUNNY VALENTINE (Сакураи/Имаи) 4. Henshin (яп. 変身, «Метаморфозы») (REBORN) (Сакураи/Хосино) 5. Angel fish (яп. エンジェルフィッシュ) (Сакураи/Хосино) 6. JUPITER (Сакураи/Хосино) 7. Sakura (яп. さくら) (Сакураи/Имаи) 8. Brain, Whisper, Head, Hate is noise (Имаи/Имаи) 9. MAD (Сакураи/Имаи) 10. Chikashitsu no Melody (яп. 地下室のメロディー, «Мелодия из подвала») (Сакураи/Имаи) 11. Taiyou ni Korosareta (яп. 太陽ニ殺サレタ, «Убитый Солнцем») (Сакураи/Имаи) | - 5-й альбом - Oricon чарт: 2 - Лейбл: VICTOR - Дата выхода: 21 февраля 1991 года - Japan Record Award — Лучший альбом (1991 год)                         |
| Koroshi no Shirabe This is NOT Greatest Hits (яп., англ. 殺シノ調ベ This is NOT Greatest Hits, «Мелодии Убийства Это НЕ Величайшие Хиты») | |
| 1. ICONOCLASM 2. Aku no Hana (яп. 悪の華) 3. DO THE «I LOVE YOU» 4. VICTIMS OF LOVE 5. M・A・D 6. ORIENTAL LOVE STORY 7. Speed (яп. スピード) 8. LOVE ME 9. JUPITER 10. IN HEAVEN 11. MOON LIGHT 12. JUST ONE MORE KISS 13. TABOO 14. HYPER LOVE | - 6-й альбом - Oricon чарт: 1 - Лейбл: VICTOR - Дата выхода: 21 марта 1992 года                                                                           |
| darker than darkness -style 93- | |
| 1. Kirameki no Naka de… (яп. キラメキの中で…, «В сиянии…») (Сакураи/Имаи) 2. Deep Slow (Сакуари/Имаи) 3. Yuuwaku (яп. 誘惑, «Искушение») (Сакураи/Хосино) 4. Ao no Sekai (яп. 青の世界, «Синий мир») (Сакураи/Имаи) 5. Kamikaze (яп. 神風, «Божественный ветер») (Имаи/Имаи) 6. ZERO (Сакураи/Имаи) 7. Dress (яп. ドレス) (Сакураи/Хосино) 8. LION (Сакураи/Имаи) 9. Madman Blues —Minashigo no Yuuutsu— (яп. —ミナシ児ノ憂鬱—, «Тоска сироты») (Имаи/Имаи) 10. die (Сакураи/Имаи) На альбоме был добавлен скрытый бонус: - D・T・D | - 7-й альбом - Oricon чарт: 2 - Лейбл: Victor Entertainment - Дата выхода: 23 июня 1993 года                                                              |
| Six/Nine | |
| 1. Loop (Сакураи/Имаи) 2. love letter (Имаи/Имаи) 3. Kimi no Vanilla (яп. 君のヴァニラ, «Твоя ваниль») (Сакураи/Имаи) 4. Kodou (яп. 鼓動, «Сердциение») (Сакураи/Имаи) 5. Kagiri Naku Nezumi (яп. 限りなく鼠, «Безграничная мышь») (Сакураи/Имаи) 6. Rakuen (Inori Negai) (яп. 楽園 (祈り希い), «Рай (надежда молящего)») (Сакураи/Хосино) 7. Hosoi Sen (яп. 細い線, «Тонкая линия») (Сакураи/Хосино) 8. Somewhere Nowhere (Сакураи/Имаи) 9. Aikawarazu no «Are» no Katamari ga Nosabaru Hedo no Soko no Fukidamari (яп. 相変わらずの「アレ」のカタマリがのさばる反吐の底の吹き溜まり, «Обычно „Это“ собирается в одну кучу, и, поднявшись вверх рвотной массой, оседает») (Имаи/Имаи) 10. Detarame Yarou (яп. デタラメ野郎, «Болтливый негодяй») (Сакураи/Имаи) 11. Misshitsu (яп. 密室, «Секретная комната») (Сакураи/Хосино) 12. Kick (Daichi wo Keru Otoko) (англ., яп. Kick (大地を蹴る男), «Пинок (Мужчина, который пинает землю)») (Сакураи/Имаи) 13. Itoshi no Rock Star (яп. 愛しのロック・スター, «Возлюбленная рок-звезда») (Сакураи/Имаи) 14. Uta (яп. 唄, «Песня») (Сакураи/Имаи) 15. Mienai Mono wo Miyou to Suru Gokai Subete Gokai da (яп. 見えない物を見ようとする誤解全て誤解だ, «Пытаться увидеть невидимое — недоразумение, всё — недоразумение») (Сакураи/Имаи) 16. Loop MARK II (Имаи/Имаи) | - 8-й альбом - Oricon чарт: 1 - Лейбл: Victor Entertainment - Дата выхода: 15 мая и 21 сентября 1995 года                                                 |
| COSMOS | |
| 1. Maria (Сакураи/Имаи) 2. Candy (яп. キャンディ) (Сакураи/Имаи) 3. Chocolate (яп. チョコレート) (Сакураи/Хосино) 4. SANE (Сакураи/Имаи) 5. Tight Rope (Сакураи/Имаи) 6. idol (Сакураи/Имаи) 7. Living on the Net (Имаи/Имаи) 8. Foolish (Сакураи/Имаи) 9. IN (Сакураи/Хосино) 10. Ash-ra (Сакураи/Имаи) 11. COSMOS (Сакураи/Имаи) | - 9-й альбом - Oricon чарт: 6 - Лейбл: Victor Entertainment - Дата выхода: 21 июня 1996 года                                                              |
| SEXY STREAM LINER | |
| 1. Thanatos (яп. タナトス) (Сакураи/Имаи) 2. SEXY STREAM LINER (—/Имаи) 3. Heroin (яп. ヒロイン) —angel dust mix— (Сакураи/Имаи) 4. Muchi no Namida (яп. 無知の涙, «Слёзы невежества») (Сакураи/Имаи) 5. Lizard Skin no Shoujo (яп. リザードスキンの少女) (Имаи/Имаи) 6. Rasenchuu (яп. 螺旋 虫, «Моллюск со спиральной раковиной») (Сакураи/Хосино) 7. Chouchou (яп. 蝶蝶, «Бабочка») (Сакураи/Хосино) 8. Sasayaki (яп. 囁き, «Шёпот») (Сакураи/Имаи) 9. 迦陵頻伽 Kalavinka (Сакураи/Имаи) 10. MY FUCKIN' VALENTINE (Имаи/Имаи) 11. Shiz・o Gensou (яп. Schiz・o幻想, «Фантазия шизофреника») (Сакураи/Имаи) 12. Kimi ga Shin…dara (яп. キミガシン..ダラ, «Если ты умрёшь») (Сакураи/Имаи) | - 10-й альбом - Oricon чарт: 4 - Лейбл: Mercury Music Entertainment - Дата выхода: 10 декабря 1997 года                                                   |
| ONE LIFE, ONE DEATH | |
| 1. Baby, I want you (Сакураи/Имаи) 2. CHECK UP (Имаи/Имаи) 3. GLAMOROUS —FLUXUS— (Сакураи/Имаи) 4. Cyborg Dolly: Soramimi: PHANTOM (яп. 細胞具ドリー：ソラミミ：PHANTOM, «Киборг Долли: Глухота: Фантом») (Имаи/Имаи) 5. Kain (яп. カイン) (Сакураи/Имаи) 6. Death wish (Сакураи/Хосино) 7. Megami (яп. 女神, «Богиня») (Сакураи/Хосино) 8. Sapphire (яп. サファイア) (Сакураи/Имаи) 9. RAPSODY (Имаи/Имаи) 10. FLAME (Сакураи/Имаи) | - 11-й альбом - Oricon чарт: 11 - Лейбл: BMG FUNHOUSE - Дата выхода: 20 сентября 2000 года - В феврале 2004 года альбом был издан в Корее под лейблом BMG |
| Kyokutou I LOVE YOU (яп., англ. 極東 I LOVE YOU, «Дальний Восток Я ЛЮБЛЮ ТЕБЯ») | |
| 1. Shippuu no Blade Runner (яп. 疾風のブレードランナー, «Ураганный бегущий по лезвию») (Имаи/Имаи) 2. 21st Cherry Boy (Сакураи, Имаи/Имаи) 3. WARP DAY (Сакураи/Имаи) 4. Shanikusai —Carnival— (яп. 謝肉祭-カーニバル-) (Сакураи/Хосино) 5. TRIGGER (Сакураи/Имаи) 6. Long Distance Call (Сакураи/Имаи) 7. Kyokutou Yori Ai wo Komete (яп. 極東より愛を込めて, «С Дальнего Востока с любовью») (Сакураи/Имаи) 8. GHOST (Сакураи/Имаи) 9. Brilliant (Сакураи/Хосино) 10. Oukoku (яп. 王国) Kingdom come —moon rise— (Сакураи/Имаи) 11. Continue (—/Имаи) | - 12-й альбом - Oricon чарт: 12 - Лейбл: BMG FUNHOUSE - Дата выхода: 6 марта 2002 года                                                                    |
| Mona Lisa OVERDRIVE | |
| 1. Nakayubi (яп. ナカユビ, «Средний палец») (Имаи/Имаи) 2. BUSTER (Имаи/Имаи) 3. Zangai (яп. 残骸, «Обломки») —Shape2— (Сакураи/Имаи) 4. LIMBO (Сакураи/Имаи) 5. Mona Lisa (Имаи/Имаи) 6. GIRL —Shape2— (Имаи/Имаи) 7. Sid Vicious ON THE BEACH (Имаи/Имаи) 8. BLACK CHERRY (Сакураи, Хосино/Хосино) 9. Genzai (яп. 原罪, «Первородный грех») (Сакураи/Имаи) 10. MONSTER (Сакураи/Хосино) 11. Ai no Uta (яп. 愛ノ歌, «Песня любви») (Сакураи/Имаи) 12. Continuous (—/Имаи) | - 13-й альбом - Oricon чарт: 7 - Лейбл: BMG FUNHOUSE - Дата выхода: 13 февраля 2003 года                                                                  |
| Juusankai wa Gekkou (яп. 十三階は月光, «Тринадцатый этаж в лунном свете») | |
| 1. ENTER CLOWN (—/Имаи) 2. Kourin (яп. 降臨, «Выход») (Сакураи/Имаи) 3. Doukeshi A (яп. 道化師A, Клоун А) (Сакураи/Имаи) 4. Cabaret (Сакураи/Хосино) 5. Ijin no Yoru (яп. 異人の夜, «Ночь иностранца») (Сакураи/Хосино) 6. CLOWN LOVES Sinorita (—/Имаи) 7. Goblin (Сакураи/Имаи) 8. ALIVE (Сакураи/Имаи) 9. Gesshoku (яп. 月蝕, «Лунное затмение») (Сакураи/Имаи) 10. Lullaby II (—/Имаи) 11. DOLL (Сакураи/Имаи) 12. Passion (Сакураи/Хосино) 13. 13byou (яп. 13秒, «13 секунд») (—/Имаи) 14. ROMANCE —Incubo— (Сакураи/Имаи) 15. seraphim (Имаи/Имаи) 16. Muma (яп. 夢魔) — The Nightmare (Сакураи/Имаи) 17. DIABOLO —Lucifer— (Сакураи/Имаи) 18. WHO'S CLOWN? (—/Имаи) | - 14-й альбом - Oricon чарт: 4 - Лейбл: BMG FUNHOUSE - Дата выхода: 6 апреля 2005 года                                                                    |
| Tenshi no Revolver (яп. 天使のリボルバー, «Револьвер Ангела») | |
| 1. Mr. Darkness & Mrs. Moonlight (Имаи/Имаи) 2. RENDEZVOUS～ランデヴー～ (Сакураи/Имаи) 3. Montage (яп. モンタージュ) (Имаи/Имаи) 4. Lily (яп. リリィ) (Имаи/Имаи) 5. La vie en Rosa～ラヴィアン・ローズ～ (Сакураи/Хосино) 6. CREAM SODA (Сакураи/Хосино) 7. RAIN (Сакураи/Имаи) 8. BEAST (Сакураи/Имаи) 9. Zekkai (яп. 絶界, «Разрушенный мир») (Сакураи/Имаи) 10. Snow white (Сакураи/Хосино) 11. Spider (яп. スパイダー) (Сакураи/Имаи) 12. Alice in Wonder Underground (Имаи/Имаи) 13. REVOLVER (Сакураи/Имаи) | - 15-й альбом - Oricon чарт: 5 - Лейбл: BMG JAPAN - Дата выхода: 19 сентября 2007 года - Jrock Choice Awards 2007 — Лучший альбом (Industry choice)       |
| memento mori | |
| 1. Makka na Yoru (яп. 真っ赤な夜, «Багровая ночь») —Bloody— (Сакураи/Имаи) 2. Les Enfants Terribles (Имаи/Имаи) 3. GALAXY (Сакураи/Имаи) 4. Umbrella (яп. アンブレラ) (Имаи/Имаи) 5. Katte ni Shiyagare (яп. 勝手にしやがれ, «Отвали») (Сакураи/Хосино) 6. Coyote (Сакураи/Имаи) 7. Message (Сакураи/Хосино) 8. Memento mori (Имаи/Имаи) 9. Jonathan Jet-Coaster (Сакураи/Имаи) 10. Suzumebachi (яп. スズメバチ) (Имаи/Имаи) 11. Lullaby-III (Сакураи/Имаи) 12. MOTEL 13 (Сакураи/Хосино) 13. Serenade -Itoshi no Umbrella (яп. セレナーデ -愛しのアンブレラー, «Серенада -Любимый зонтик») Sweety (Имаи/Имаи) 14. Tenshi wa Dare da (яп. 天使は誰だ, «Кто ты, Ангел?») (Имаи/Имаи) 15. HEAVEN (Сакураи/Имаи) | - 16-й альбом - Oricon чарт: 7 - Лейбл: ARIOLA JAPAN - Дата выхода: 18 февраля 2009 года                                                                  |
| RAZZLE DAZZLE | |
| 1. RAZZLE DAZZLE FRAGILE (—/Имаи) 2. RAZZLE DAZZLE (Имаи/Имаи) 3. Kyouki no Deadheat (яп. 狂気のデッドヒート, «Сумасшедшая гонка бок о бок») (Сакураи/Хосино) 4. Dokudanjou Beauty (яп., англ. 独壇場Beauty, «Непревзойдённая красавица») -R.I.P.- (Имаи/Имаи) 5. Hamushi no Youni (яп. 羽虫のように, «Как мелкие мошки») (Имаи/Имаи) 6. Yougetsu —Yougetsu no Utage— (яп. 妖月 -ようげつの宴, «Околдованный луной —Праздник Таинственной луны—») (Сакураи/Хосино) 7. BOLERO (Имаи/Имаи) 8. Django!!! —Genwaku no Django— (яп. 眩惑のジャンゴ, «Ослепительный Джанго») (Имаи/Имаи) 9. Sakuran Baby (яп. 錯乱Baby) (Сакураи/Имаи) 10. PIXY (Сакураи/Хосино) 11. Kuchizuke (яп. くちづけ, «Поцелуй») -SERIAL THRILL KISSER- (Сакураи/Имаи) 12. Gekka Reijin (яп. 月下麗人, «Красавица в лунном свете») (Сакураи/Имаи) 13. Mugen (яп. 夢幻, «Фантазия») (Сакураи/Хосино) 14. TANGO Swanka (Сакураи, Имаи/Имаи) 15. Solaris (Сакураи/Имаи) | - 17-й альбом - Oricon чарт: 6 - Лейбл: ARIOLA JAPAN - Дата выхода: 13 октября 2010 года                                                                  |

## Синглы
| TO-SEARCH | |
| 1. TO-SEARCH (Имаи/Имаи) 2. PLASTIC SYNDROME TYPE II (Имаи/Имаи) | - инди-сингл - Oricon чарт: — - Лейбл: TAIYO RECORDS - Дата выхода: 21 октября 1986 года |
| JUST ONE MORE KISS | |
| 1. JUST ONE MORE KISS (Сакураи/Имаи) 2. TO SEARCH (Имаи/Имаи) | - сингл - Oricon чарт: 6 - Лейбл: VICTOR - Дата выхода: 26 октября 1988 года - Альбом: TABOO - Japan Record Award — Новичок года (1988 год)                                                                                        |
| Aku no Hana (яп. 悪の華) | |
| 1. Aku no Hana (яп. 悪の華) (Сакураи/Имаи) 2. UNDER THE MOON LIGHT (Хигути/Имаи) | - сингл - Oricon чарт: 1 - Лейбл: VICTOR - Дата выхода: 24 января 1990 года - Альбом: Aku no Hana (яп. 悪の華) |
| Speed (яп. スピード) | |
| 1. Speed (яп. スピード) (Сакураи/Имаи) 2. Narcissus (яп. ナルシス) (Сакураи/Хосино) | - сингл - Oricon чарт: 3 - Лейбл: VICTOR - Дата выхода: 21 января 1991 года - Альбом: Kurutta Taiyou (яп. 狂った太陽) |
| M・A・D | |
| 1. M・A・D (Сакураи/Имаи) 2. ANGELIC CONVERSATION (Имаи/Имаи) | - сингл - Oricon чарт: 4 - Лейбл: VICTOR - Дата выхода: 5 июня 1991 года - Альбом: Kurutta Taiyou (яп. 狂った太陽) |
| JUPITER | |
| 1. JUPITER (Сакураи/Хосино) 2. Sakura (яп. さくら) (Сакураи/Имаи) | - сингл - Oricon чарт: 8 - Лейбл: VICTOR - Дата выхода: 30 октября 1991 года - Альбом: Kurutta Taiyou (яп. 狂った太陽) |
| Dress (яп. ドレス) | |
| 1. Dress (яп. ドレス) (Сакураи/Хосино) 2. Rokugatsu no Okinawa (яп. 六月の沖縄, «Окинава в июне») (Сакураи/Хосино) | - сингл - Oricon чарт: 5 - Лейбл: VICTOR - Дата выхода: 21 мая 1993 года - Альбом: darker than darkness -style 1993- |
| die | |
| 1. die (Сакураи/Имаи) 2. darker than darkness (Сакураи/Имаи) | - сингл - Oricon чарт: 10 - Лейбл: VICTOR ENTERTAINMENT - Дата выхода: 21 октября 1993 года - Альбом: darker than darkness -style 1993-                                                                                            |
| Uta (яп. 唄) | |
| 1. Uta (яп. 唄) (Сакураи/Имаи) 2. Kimi e (яп. 君へ, «Тебе») (Сакураи/Хосино) | - сингл - Oricon чарт: 4 - Лейбл: VICTOR ENTERTAINMENT - Дата выхода: 24 марта 1995 года - Альбом: Six/Nine |
| Kodou (яп. 鼓動) | |
| 1. Kodou (яп. 鼓動) (Сакураи/Имаи) 2. Rakuen (яп. 楽園, «Рай») (Сакураи/Хосино) | - сингл - Oricon чарт: 6 - Лейбл: VICTOR ENTERTAINMENT - Дата выхода: 21 апреля и 21 сентября 1995 года - Альбом: Six/Nine |
| Mienai Mono wo Miyou to Suru Gokai Subete Gokai da (яп. 見えない物を見ようとする誤解 全て誤解だ) | |
| 1. Mienai Mono wo Miyou to Suru Gokai Subete Gokai da (яп. 見えない物を見ようとする誤解 全て誤解だ) (Сакураи/Имаи) 2. Kimi no Vanilla (яп. 君のヴァニラ) (Сакураи/Имаи) | - сингл - Oricon чарт: 15 - Лейбл: VICTOR ENTERTAINMENT - Дата выхода: 21 сентября 1995 года - Альбом: Six/Nine |
| Candy (яп. キャンディ) | |
| 1. Candy (яп. キャンディ) (Сакураи/Имаи) 2. Chocolate (яп. チョコレート) (Сакураи/Хосино) | - сингл - Oricon чарт: 11 - Лейбл: VICTOR ENTERTAINMENT - Дата выхода: 22 мая 1996 года - Альбом: COSMOS |
| Heroine (яп. ヒロイン) | |
| 1. Heroine (яп. ヒロイン) (Сакураи/Имаи) 2. Rasenchuu (яп. 螺旋虫) —tapeworm mix— (Сакураи/Хосино) | - сингл - Oricon чарт: 11 - Лейбл: MERCURY MUSIC ENTERTAINMENT - Дата выхода: 12 ноября 1997 года - Альбом: SEXY STREAM LINER |
| Sasayaki (яп. 囁き) | |
| 1. Sasayaki (яп. 囁き) (Сакураи/Имаи/ремикс Хитоси Хирума) 2. Thanatos (яп. タナトス) —the japanic pig mix— (Сакураи/Имаи/ремикс Реймонд Уоттс) 3. MY FUCKIN' VALENTINE —enemy mix (full)— (Имаи/Имаи/ремикс Гюнтер Шульц) 4. Schiz・o Gensou (яп. 幻想) —the spiderman mix— (Сакураи/Имаи/ремикс Дэниел Эш) | - макси-сингл - Oricon чарт: 25 - Лейбл: MERCURY MUSIC ENTERTAINMENT - Дата выхода: 11 марта 1998 года |
| Gessekai (яп. 月世界, «Лунный мир») | |
| 1. Gessekai (яп. 月世界) (Сакураи/Имаи) 2. My baby Japanese (Сакураи/Хосино) 3. Muchi no Namida (яп. 無知の涙) HOT remix #001 for B-T (Сакураи/Имаи/ремикс Томоясу Хотэй) | - макси-сингл, сингл без альбома - Oricon чарт: 18 - Лейбл: MERCURY MUSIC ENTERTAINMENT - Дата выхода: 13 мая 1998 года |
| BRAN-NEW LOVER | |
| 1. BRAN-NEW LOVER (Сакураи/Имаи) 2. DOWN (Сакураи/Имаи) 3. ASYLUM GARDEN (Сакураи/Хосино) | - макси-сингл, сингл без альбома - Oricon чарт: 17 - Лейбл: MERCURY MUSIC ENTERTAINMENT - Дата выхода: 14 июля 1999 года |
| Miu (яп. ミウ) | |
| 1. Miu (яп. ミウ) (Сакураи/Хосино) 2. Paradise (яп. パラダイス) (Сакураи/Имаи) 3. BRAN-NEW LOVER —CUSTOM— (Сакураи/Имаи/ремикс Хисаси Имаи и Кадзутоси Ёкояма) | - макси-сингл, сингл без альбома - Oricon чарт: 15 - Лейбл: MERCURY MUSIC ENTERTAINMENT - Дата выхода: 20 октября 1999 года |
| GLAMOROUS | |
| 1. GLAMOROUS (Сакураи/Имаи) 2. TRANS (Сакураи/Хосино) | - сингл - Oricon чарт: 17 - Лейбл: BMG FUNHOUSE - Дата выхода: 6 сентября 2000 года - Альбом: ONE LIFE, ONE DEATH |
| 21st Cherry Boy | |
| 1. 21st Cherry Boy (Сакураи, Имаи/Имаи) 2. Barairo no Hibi (яп. 薔薇色の日々, «Дни цвета роз») (Сакураи/Хосино) | - сингл - Oricon чарт: 25 - Лейбл: BMG FUNHOUSE - Дата выхода: 21 ноября 2001 года - Альбом: Kyokutou (яп. 極東) I LOVE YOU |
| Kyokutou Yori Ai wo Komete (яп. 極東より愛を込めて) | |
| 1. Kyokutou Yori Ai wo Komete (яп. 極東より愛を込めて) (Сакураи/Имаи) 2. Oukoku (яп. 王国) Kingdom come —moon set— (Сакураи/Имаи) 3. Megami (яп. 女神) (Designed by oval) (Сакураи/Хосино) | - макси-сингл - Oricon чарт: 24 - Лейбл: BMG FUNHOUSE - Дата выхода: 20 февраля 2002 года - Альбом: Kyokutou (яп. 極東) I LOVE YOU                                                                                                 |
| Zangai (яп. 残骸) | |
| 1. Zangai (яп. 残骸) (Сакураи/Имаи) 2. GIRL (Имаи/Имаи) | - сингл - Oricon чарт: 5 - Лейбл: BMG FUNHOUSE - Дата выхода: 8 января 2003 года - Альбом: Mona Lisa OVERDRIVE |
| Gensou no Hana (яп. 幻想の花, «Цветок Фантазии») | |
| Обычное издание: 1. Gensou no Hana (яп. 幻想の花) (Сакураи/Хосино) 2. Nocturne (яп. ノクターン) —RAIN SONG— (Имаи/Имаи) 3. Gensou no Hana (яп. 幻想の花) (LIVE VERSION) (Сакураи/Хосино) Ограниченное издание: 1. Gensou no Hana (яп. 幻想の花) 2. Nocturne (яп. ノクターン) —RAIN SONG— DVD диск: Genzai (яп. 原罪) выступление в концертном зале NHK 10 апреля 2003 года | - макси-сингл, сингл без альбома - Oricon чарт: 11 - Лейбл: BMG FUNHOUSE - Дата выхода: 3 декабря 2003 года |
| ROMANCE | |
| Обычное издание: 1. ROMANCE (Сакураи/Имаи) 2. DIABOLO (Сакураи/Имаи) Ограниченное издание: 1. ROMANCE 2. DIABOLO DVD диск: LOVE ME выступление на Day in Question 2004 | - макси-сингл - Oricon чарт: 14 - Лейбл: BMG FUNHOUSE - Дата выхода: 2 марта 2005 года - Альбом: Juusankai wa Gekkou (яп. 十三階は月光)                                                                                            |
| Dress (bloody trinity mix) (яп. ドレス (bloody trinity mix)) | |
| 1. Dress (яп. ドレス) (bloody trinity mix) 2. Rokugatsu no Okinawa (яп. 六月の沖縄) (Live) 3. Yuuwaku (яп. 誘惑) (Live) 4. ZERO (Live) 5. Dress (яп. ドレス) (Live) | - макси-сингл, сингл без альбома - Oricon чарт: 24 - Лейбл: Victor Entertainment - Дата выхода: 2 апреля 2005 года |
| Kagerou (яп. 蜉蝣 —かげろう—, «Стрекоза») | |
| Обычное издание и издание в обложке с аниме дизайном: 1. Kagerou (яп. 蜉蝣 —かげろう—) (Сакураи/Имаи) 2. Utsusemi (яп. 空蝉 —ウツセミ—, «Цикада») (Сакураи/Хосино) Ограниченное издание: 1. Kagerou (яп. 蜉蝣 —かげろう—) 2. Utsusemi (яп. 空蝉 —ウツセミ—) CD диск с видеоклипом Kagerou (яп. 蜉蝣 —かげろう—) | - макси-сингл, сингл без альбома - Oricon чарт: 17 - Лейбл: BMG JAPAN - Дата выхода: 2 августа 2006 года |
| RENDEZVOUS～ランデヴー～ | |
| Обычное издание: 1. RENDEZVOUS～ランデヴー～ (Сакураи/Имаи) 2. MY EYES&YOUR EYES (Имаи/Имаи) Ограниченное издание: 1. RENDEZVOUS～ランデヴー～ 2. MY EYES&YOUR EYES Выпущен в слипкейсе, в комплекте со стикерами и фото-буклетом. | - макси-сингл - Oricon чарт: 9 - Лейбл: BMG JAPAN - Дата выхода: 6 июня 2007 года - Альбом: Tenshi no Revolver (яп. 天使のリボルバー)                                                                                              |
| Alice in Wonder Underground | |
| Обычное издание: 1. Alice in Wonder Underground (Имаи/Имаи) 2. tight rope (Сакураи/Имаи) Ограниченное издание: 1. Alice in Wonder Underground 2. tight rope Выпущен в слипкейсе, в комплекте со стикерами и фото-буклетом. | - макси-сингл - Oricon чарт: 18 - Лейбл: BMG JAPAN - Дата выхода: 8 августа 2007 года - Альбом: Tenshi no Revolver (яп. 天使のリボルバー) - Jrock Choice Awards 2007: Alice in Wonder Underground — Лучшая песня (Industry choice) |
| HEAVEN | |
| Обычное издание: 1. HEAVEN (Сакураи/Имаи) 2. Makka na Yoru (яп. 真っ赤な夜) (Сакураи/Имаи) Ограниченное издание: 1. HEAVEN 2. Makka na Yoru (яп. 真っ赤な夜) Выпущен в специальном слипкейсе, в комплекте фото-буклетом. DVD диск: HEAVEN (видеоклип и процесс создания клипа) | - макси-сингл - Oricon чарт: 5 - Лейбл: BMG JAPAN - Дата выхода: 17 декабря 2008 года - Альбом: memento mori |
| GALAXY | |
| Обычное издание: 1. GALAXY (Сакураи/Имаи) 2. Serenade —Itoshi no Umbrella— (яп. セレナーデ —愛しのアンブレラ—) (Имаи/Имаи) Ограниченное издание: 1. GALAXY 2. Serenade —Itoshi no Umbrella— (яп. セレナーデ —愛しのアンブレラ—) Выпущен в специальном слипкейсе, в комплекте фото-буклетом. DVD диск: GALAXY (видеоклип и процесс создания клипа) | - макси-сингл - Oricon чарт: 6 - Лейбл: BMG JAPAN - Дата выхода: 14 января 2009 года - Альбом: memento mori |
| Dokudanjou Beauty (яп., англ. 独壇場Beauty) | |
| Обычное издание: 1. Dokudanjou Beauty (яп., англ. 独壇場Beauty) (Имаи/Имаи) 2. Voo Doo (Сакураи/Хосино) 3. Tenshi wa dare da (яп. 天使は誰だ) (LIVE ver.) Ограниченное издание: 1. Dokudanjou Beauty (яп., англ. 独壇場Beauty) 2. Voo Doo 3. Tenshi wa dare da (яп. 天使は誰だ) (LIVE ver.) DVD диск с записью с концерта в ZEPP TOKYO 11 октября 2009 года: 1. memento mori 2. Coyote 3. Chikashitsu no Melody (яп. 地下室のメロディー) 4. Kyokutou yori ai wo komete (яп. 極東より愛を込めて) Ограниченное издание в комплекте с фигурками: 1. Dokudanjou Beauty (яп., англ. 独壇場Beauty) 2. Voo Doo 3. Tenshi wa dare da (яп. 天使は誰だ) (LIVE ver.) Выпущено в специальной коробке в комплекте с пятью фигурками участников высотой 10,5 см | - макси-сингл - Oricon чарт: 7 - Лейбл: ARIOLA JAPAN - Дата выхода: 24 марта 2010 года - Альбом: RAZZLE DAZZLE |
| Kuchizuke (яп. くちづけ) | |
| Обычное издание: 1. Kuchizuke (яп. くちづけ) (Сакураи/Имаи) 2. Yougetsu (яп. 妖月 —ようげつ—) (Сакураи/Хосино) Ограниченное издание: 1. Kuchizuke (яп. くちづけ) 2. Yougetsu (яп. 妖月 —ようげつ—) Выпущен в специальной обложке, в комплекте с пятью фотокарточками. DVD диск: Kuchizuke (яп. くちづけ) (видеоклип и процесс создания клипа) Shiki специальное издание: 1. Kuchizuke (яп. くちづけ) 2. Yougetsu (яп. 妖月 —ようげつ—) 3. Kuchizuke —Shiki TV size— (яп., англ. くちづけ —屍鬼TV size—) | - макси-сингл - Oricon чарт: 7 - Лейбл: ARIOLA JAPAN - Дата выхода: 1 сентября 2010 года - Альбом: RAZZLE DAZZLE |
| Elise no Tame ni (яп. エリーゼのために) | |
| 1. Elise no Tame ni (яп. エリーゼのために) 2. Yumemiru Uchuu (яп. 夢見る宇宙) 3. SANE -type II- | - макси-сингл - Oricon чарт: - Лейбл: Lingua Sounda - Дата выхода: 23 мая 2012 года - Альбом: |
| MISS TAKE ~Boku wa Miss Take~ (англ., яп. MISS TAKE ～ 僕はミス・テイク ～) | |
| 1. MISS TAKE ~Boku wa Miss Take~ (англ., яп. MISS TAKE ～ 僕はミス・テイク ～) 2. ONLY YOU 3. My baby Japanese -type II- | - макси-сингл - Oricon чарт: - Лейбл: Lingua Sounda - Дата выхода: 4 июля 2012 года - Альбом: |

## Концертные альбомы
- SWEET STRANGE LIVE DISC

Лейбл: Mercury Music Entertainment
Дата выхода: 12 августа 1998 года
Oricon чарт: 17
- ONE LIFE, ONE DEATH CUT UP

Лейбл: BMG FUNHOUSE
Дата выхода: 28 марта 2001 года
Oricon чарт: 32
- at the night side

Лейбл: BMG FUNHOUSE
Дата выхода: 7 апреля 2004 года
Oricon чарт: 34

## Мини-альбомы
| ROMANESQUE |                                                                        |
| 1. MISTY ZONE (Сакураи/Имаи) 2. ROMANESQUE (Имаи/Имаи) 3. AUTOMATIC BLUE (Имаи/Имаи) 4. HEARTS (Сакураи/Имаи) 5. ROMANESQUE (SENSUAL PLEASURE MIX) (Имаи/Имаи) | - Лейбл: VICTOR - Дата выхода: 21 марта 1988 года - Oricon чарт: 20    |
| LTD |                                                                        |
| 1. Kimi ga Shin… dara (яп. キミガシン・・・ダラ) 2. SEXY STREAM LINER 3. Sasayaki (яп. 囁き) 4. Thanatos (яп. タナトス) -the japanic pig mix- (создатель ремикса — Реймонд Уоттс) 5. MY FUCKIN' VALENTINE -enemy mix (full)- (создатель ремикса — Гюнтер Шульц (нем. Günter Schulz) (ex. KMFDM)) 6. Schiz・o Gensou (яп. 幻想) -the spiderman mix- (создатель ремикса — Дэниел Эш (Love and Rockets)) | - Лейбл: Mercury Music Entertainment - Дата выхода: 11 марта 1998 года |

## Сборники
| DISC-1 |
| --- |
| 1. SEXUAL XXXXX! 2. HYPER LOVE 3. ROMANESQUE 4. ・・・IN HEAVEN・・・ 5. JUST ONE MORE KISS 6. TO SEARCH 7. ICONOCLASM 8. Aku no Hana (яп. 悪の華) 9. UNDER THE MOON LIGHT 10. LOVE ME 11. Speed (яп. スピード) 12. Narcissus (яп. ナルシス) 13. Taiyou ni Korosareta (яп. 太陽ニ殺サレタ) 14. M・A・D 15. ANGELIC CONVERSATION 16. JUPITER 17. Sakura (яп. さくら) |

| DISC-2 |
| --- |
| 1. Dress (яп. ドレス) 2. Rokugatsu no Okinawa (яп. 六月の沖縄) 3. Kirameki no Naka de… (яп. キラメキの中で ・・・) 4. die 5. D・T・D 6. Uta (яп. 唄) 7. Kimi e (яп. 君へ) 8. Itoshi no Rock Star (яп. 愛しのロック・スター) 9. Kodou (яп. 鼓動) 10. Rakuen (яп. 楽園) 11. Mienai Mono wo Miyou to Suru Gokai Subete Gokai da (яп. 見えない物を見ようとする誤解 全て誤解だ) 12. Kimi no Vanilla (яп. 君のヴァニラ) 13. Candy (яп. キャンディ) 14. Chocolate (яп. チョコレート) 15. Ash-ra 16. COSMOS |

| DISC-A |
| --- |
| 1. Heroin (яп. ヒロイン) 2. Rasenchuu (яп. 螺旋虫) -tapeworm mix- 3. Thanatos (яп. タナトス) 4. SEXY STREAM LINER 5. Heroin (яп. ヒロイン) -angel dust mix- 6. Muchi no Namida (яп. 無知の涙) 7. Lizard Skin no Shoujo (яп. リザードスキンの少女) 8. Rasenchuu (яп. 螺旋虫) 9. Chouchou (яп. 蝶蝶) 10. Sasayaki (яп. 囁き) 11. 迦陵頻伽 Kalavinka 12. MY FUCKIN' VALENTINE 13. Schiz・o Gensou (яп. 幻想) 14. Kimi ga Shin… dara (яп. キミガシン・・・ダラ) |

| DISC-B |
| --- |
| 1. Sasayaki (яп. 囁き) -single mix- 2. Thanatos (яп. タナトス) -japanic pig mix- 3. MY FUCKIN' VALENTINE -enemy mix(full)- 4. Schiz・o Gensou (яп. 幻想) -the spiderman mix- 5. Gessekai (яп. 月世界) 6. My baby Japanese 7. Muchi no Namida (яп. 無知の涙) HOT remix #001 for B-T 8. BRAN-NEW LOVER 9. DOWN 10. ASYLUM GARDEN 11. Miu (яп. ミウ) 12. Paradise (яп. パラダイス) 13. BRAN-NEW LOVER -CUSTOM- |

| DISC-1 |
| --- |
| 1. HURRY UP MODE 2. SEXUAL XXXXX! 3. PHYSICAL NEUROSE 4. JUST ONE MORE KISS 5. Speed (яп. スピード) 6. Sakura (яп. さくら) 7. JUPITER 8. ANGELIC CONVERSATION 9. ICONOCLASM 10. Aku no Hana (яп. 悪の華) 11. Dress (яп. ドレス) 12. Kodou (яп. 鼓動) 13. Uta (яп. 唄) 14. Candy (яп. キャンディ) 15. COSMOS 16. MY FUCKIN' VALENTINE 17. Miu (яп. ミウ) |

| DISC-2 |
| --- |
| 1. GLAMOROUS 2. Baby, I want you 3. RHAPSODY 4. FLAME 5. Shippuu no Blade Runner (яп. 疾風のブレードランナー) 6. 21st Cherry Boy 7. Kyokutou yori Ai wo Komete (яп. 極東より愛を込めて) 8. Long Distance Call 9. Zangai (яп. 残骸) 10. GIRL 11. Mona Lisa 12. Gensou no Hana (яп. 幻想の花) 13. Nocturn (яп. ノクターン) -Rain Song- 14. Muma (яп. 夢魔) — The Nightmare 15. ROMANCE 16. DIABOLO |

| CD-1 |
| --- |
| 1. JUST ONE MORE KISS 2. Aku no Hana (яп. 悪の華) 3. Speed (яп. スピード) 4. M・A・D 5. JUPITER 6. Dress (яп. ドレス) 7. die 8. Uta (яп. 唄) 9. Kodou (яп. 鼓動) 10. Mienai Mono wo Miyou to Suru Gokai Subete Gokai da (яп. 見えない物を見ようとする誤解 全て誤解だ) 11. Candy (яп. キャンディ) 12. Heroin (яп. ヒロイン) 13. Sasayaki (яп. 囁き) 14. Gessekai (яп. 月世界) 15. BRAN-NEW LOVER 16. Miu (яп. ミウ ) |

| CD-2 BEST 30 (30 – 16) |
| --- |
| 1. ROMANESQUE с альбома HURRY UP MODE (1990MIX) 2. MOON LIGHT с альбома Koroshi no Shirabe This is NOT Greatest Hits 3. SEXUAL×××××！с альбома SEXUAL×××××！ 4. ICONOCLASM с альбома Koroshi no Shirabe This is NOT Greatest Hits 5. HURRY UP MODE с альбома HURRY UP MODE (1990MIX) 6. Kamikaze (яп. 神風) с альбома darker than darkness -style93- 7. PHYSICAL NEUROSE с альбома SEVENTH HEAVEN 8. MACHINE с альбома Kurutta Taiyou 9. Kick (Daichi wo Keru Otoko) (англ., яп. Kick (大地を蹴る男)) с альбома Six/Nine 10. Muchi no Namida (яп. 無知の涙) с альбома SEXY STREAM LINER 11. ...IN HEAVEN... с альбома SEVENTH HEAVEN 12. LOVE ME с альбома Aku no Hana 13. ICONOCLASM с альбома TABOO 14. MOON LIGHT с альбома HURRY UP MODE (1990MIX) 15. ORIENTAL LOVE STORY с альбома Koroshi no Shirabe This is NOT Greatest Hits |

| CD-3 BEST 30 (15 – 1) |
| --- |
| 1. Taiyou ni Korosareta (яп. 太陽ニ殺サレタ) с альбома Kurutta Taiyou 2. Kimi ga Shin..dara (яп. キミガシン..ダラ) с альбома SEXY STREAM LINER 3. Sakura (яп. さくら) с альбома Kurutta Taiyou 4. MY FUNNY VALENTINE с альбома Kurutta Taiyou 5. idol с альбома COSMOS 6. love letter с альбома Six/Nine 7. FLY HIGH с альбома HURRY UP MODE (1990MIX) 8. ANGELIC CONVERSATION с альбома TABOO 9. D・T・D с альбома darker than darkness -style93- 10. Misshitsu (яп. 密室) с альбома Six/Nine 11. KISS ME GOOD-BYE с альбома Aku no Hana 12. MY FUCKIN' VALENTINE с альбома SEXY STREAM LINER 13. Ash-ra с альбома COSMOS 14. NATIONAL MEDIA BOYS с альбома Aku no Hana 15. MY EYES&YOUR EYES с альбома SEXUAL×××××！ |

| DVD |
| --- |
| - 16 видеоклипов к синглам, изданным на Victor и Mercury, трек-лист совпадает с CD-1 - Выступления на телевидении: 1. SEXUAL×××××！(1987 выступление на CHUKYO TV в программе ja:５時SATマガジン) 2. FUTURE FOR FUTURE (1987 Nihon Seinenkan) 3. EMPTY GIRL (1988 Shibuya Public Hall) 4. ･･･IN HEAVEN･･･ (1988 Yomiuri Land EAST) 5. HYPER LOVE (1988 Shinjuku Koma Theater) 6. TOKYO (1989 Токио Доум) 7. ROMANESQUE (1989 Токио Доум) 8. THE WORLD IS YOURS (1990 Kawasaki CLUB CITTA) 9. VICTIMS OF LOVE (1991 JSB SATELLITE CIRCUIT) 10. Speed (яп. スピード) (1991 JSB SATELLITE CIRCUIT) 11. Sakura (яп. さくら) (1991 JSB SATELLITE CIRCUIT) 12. Aku no Hana (яп. 悪の華) (1991 Shibuya CLUB QUATTRO) 13. MY FUNNY VALENTINE (1991 Shibuya CLUB QUATTRO) 14. ICONOCLASM (1992 Yokohama Arena) 15. M・A・D (1992 Yokohama Arena) 16. Kirameki no Naka de… (яп. キラメキの中で...) (1993 Shibuya Public Hall) |

| CD-1 |
| --- |
| 1. GLAMOROUS 2. 21st Cherry Boy 3. Kyokutou Yori Ai wo Komete (яп. 極東より愛を込めて) 4. Zangai (яп. 残骸) 5. Gensou no Hana (яп. 幻想の花) 6. ROMANCE 7. Kagerou (яп. 蜉蝣-かげろう-) 8. RENDEZVOUS～ランデヴー～ 9. Alice in Wonder Underground 10. HEAVEN 11. GALAXY 12. Dokudanjou Beauty (яп., англ. 独壇場Beauty) 13. Kichizuke (яп. くちづけ) 14. MACHINE -Remodel- (бонус-трек) |

| CD-2 BEST 30 (1 – 15) |
| --- |
| 1. Shippuu no Blade Runner (яп. 疾風のブレードランナー) 2. FLAME 3. Hamishi no Youni (яп. 羽虫のように) 4. Muma (яп. 夢魔)-The Nightmare 5. Snow white 6. Long Distance Call 7. Shanikusai -Carnival- (яп. 謝肉祭-カーニバル-) 8. Gekka Reijin (яп. 月下麗人) 9. Coyote 10. Baby, I want you. 11. Tenshi wa Dare da (яп. 天使は誰だ) 12. Memento mori 13. RHAPSODY 14. Django!!! -Genwaku no Django (яп. 眩惑のジャンゴ)- 15. Cyborg Dolly: Soramimi: PHANTOM (яп., англ. 細胞具ドリー：ソラミミ：PHANTOM) |

| CD-3 BEST 30 (16 – 30) |
| --- |
| 1. REVOLVER 2. RAIN 3. BOLERO 4. Megami (яп. 女神) 5. Serenade -Itoshi no Umbrella- (яп. セレナーデ-愛しのアンブレラｰ)Sweety- 6. Nakayubi (яп. ナカユビ) 7. ALIVE 8. Sid Vicious ON THE BEACH 9. GIRL-Shape2- 10. Zekkai (яп. 絶界) 11. WARP DAY 12. LIMBO 13. Mona Lisa 14. Umbrella (яп. アンブレラ) 15. DIABOLO-Lucifer- |

| DVD |
| --- |
| - 13 видеоклипов к синглам, трек-лист совпадает с CD-1, исключая бонус-трек - Выступления на DIQ : 1. ICONOCLASM (29.12.2001) 2. NATIONAL MEDIA BOYS (29.12.2001) 3. SEXUAL ×××××！ (29.12.2002) 4. Kamikaze (яп. 神風) (28.12.2003) 5. RHAPSODY (28.12.2003) 6. MY EYES&YOUR EYES (28.12.2003) 7. Paradise (яп. パラダイス) (29.12.2003) 8. EMPTY GIRL (29.12.2003) 9. Tight Rope (29.12.2004) 10. Aku no Hana (яп. 悪の華) (29.12.2004) 11. Brain, Whisper, Head, Hate is noise (29.12.2005) 12. Passion (29.12.2005) 13. Kyokutou Youri Ai wo Komete (яп. 極東より愛を込めて) (29.12.2006) 14. Sakura (яп. さくら) (29.12.2006) 15. Alice in Wonder Underground (29.12.2008) 16. Memento mori (29.12.2009) 17. Snow white (29.12.2009) 18. MISTY ZONE (29.12.2009) |

## Прочее
| HURRY UP MODE (1990MIX) | |
| Трек-лист совпадает с LP HURRY UP MODE | - Переиздание инди-альбома, альбом ремиксов - Лейбл: VICTOR - Дата выхода: 8 февраля 1990 года - Oricon чарт: 1                                                                            |
| Symphonic Buck-Tick in Berlin | |
| 1. Maborosi no Miyako 2. Just One More Kiss 3. silent Night 4. Hyper Love 5. aku no hana 6. ・・・in Heaven・・・ 7. illusion 8. Love Me 9. Kiss Me Good-Bye | - Музыка BUCK-TICK, исполненная Берлинским камерным оркестром, дирижёр Барри Росс (Barry Ross) - Лейбл: VICTOR - Дата выхода: 21 июля 1990 года                                            |
| Shapeless (яп. シェイプレス) | |
| 1. Jupiter (Silver Moon mix) 2. D・T・D (Air Liquide mix) 3. In The Glitter PT1 (Gutter mix) 4. Brain, Whisper, Head, Hate is Noise 5. Iconoclasm (Don't X Ray Da DAT mix) 6. In The Glitter PT2 (Aphex mix) 7. Killing (Urb mix) 8. Evil Flowers (Neutron 9000 mix) 9. Dress (Spicelab mix) 10. Hyper Love (Hardfloor remix) | - Компиляция, альбом ремиксов - Лейбл: Victor Entertainment - Дата выхода: 24 августа 1994 года - Oricon чарт: 5 In The Glitter Part 2 также вошла в альбом Aphex Twin «26 Mixes for Cash» |

## Сборники с участием других исполнителей
* жирным шрифтом выделены альбомы, в которые вошли заново записанные композиции, в остальные сборники были включены композиции с различных альбомов/синглов группы.
- CHAPTER ONE: REAL TECHNO INTELLIGENCE (21 сентября 1994 года) 

8. BUCK-TICK — Killing (Whisper Mix)
Это ремикс на Taiyou ni Korosareta (яп. 太陽ニ殺サレタ, «Убитый Солнцем») с альбома Kurutta Taiyou, создатель ремикса — Джон Тай (англ. Jon Tye) (MLO Productions).
- hide TRIBUTE SPIRITS (1 мая 1999 года)

10. BUCK-TICK — DOUBT '99
Трибьют-альбом, посвящённый памяти японского музыканта Хидэто Мацумото (яп. 松本 秀人 Мацумото Хидэто).
- Zoku・Seishunka  Nenkan '90 PLUS (яп. 続・青春歌年鑑 '90 PLUS) (27 ноября 2002 года) 

11. BUCK-TICK — Aku no Hana (яп. 悪の華)
- 30-35 VOL.1 Mou Ikkai, Bando Yarouze! (яп. もう一回、バンドやろうぜ！) (6 апреля 2005 года) 

6. BUCK-TICK — JUST ONE MORE KISS
- Band Tengoku (яп. バンド天国) (24 марта 2006 года) 

2-9. BUCK-TICK — Aku no Hana (яп. 悪の華)
- ROCK is LOFT ~Green Disc~ (14 июня 2006 года) 

2-14.  BUCK-TICK — Aku no Hana (яп. 悪の華)
Один из дисков, посвящённых тридцатилетию концертного зала LOFT в Синдзюку.
- DEATH NOTE TRIBUTE (21 июня 2006 года)

6. BUCK-TICK — DIABOLO ~Lucifer~
Альбом посвящённый выходу фильма по популярной манге «Тетрадь смерти» (англ. Death Note).
- Reunion — GONZO Compilation 1998~2005 (5 июля 2006 года) 

3-17. BUCK-TICK — Dress (яп. ドレス) (bloody trinity mix)
Сборник песен, использованных в заставках аниме компании GONZO.
- Band Tengoku SUPER (яп. バンド天国 SUPER) (26 июля 2006 года) 

2-1. BUCK-TICK — JUST ONE MORE KISS
- GOLD -14 COOL & GREAT SONGS- (10 сентября 2008 года) 

12. BUCK-TICK — Aku no Hana (яп. 悪の華)
- Sirius～Tribute to UEDA GEN～ (24 сентября 2008 года)

5. BUCK-TICK — Hameln (яп. ハーメルン, «Хамельн»)
Трибьют-альбом, посвящённый памяти японского автора-исполнителя, композитора и продюсера Гэна Уэда (яп. 上田現 Уэда Гэн).
- The Victor Recordings 1988-1997 (24 сентября 2008 года) 

1-9. BUCK-TICK — Aku no Hana (яп. 悪の華)
Седьмой из серии сборников The Victor Recordings.
- PIONEERS OF J-ROCK ~based on Shinjuku LOFT~ (26 ноября 2008 года) 

1-8. BUCK-TICK — Speed (яп. スピード)
- Band Boom toka Sonokoro Rock! (яп. バンドブームとかそのころロック！) (25 марта 2009 года) 

15. BUCK-TICK — Aku no Hana (яп. 悪の華)
- Genten (яп. 原点, «Оригинал») (6 октября 2010 года) 

2. BUCK-TICK — Uta (яп. 唄)
Сборник, выпущенный компанией Universal Music.
- Romantist～THE STALIN・Endo Michiro Tribute Album～ (яп., англ. ロマンチスト～THE STALIN・遠藤ミチロウTribute Album～) (1 декабря 2010 года)

8. BUCK-TICK — Omae no inu ni naru (яп. おまえの犬になる, «Стану твоей собакой»)
Трибьют-альбом, посвящённый 60-летию японского музыканта Эндо Митиро (яп. 遠藤 ミチロウ Эндо: Митиро:), известного как создатель и вокалист японской панк-группы THE STALIN.
- DJ 和 in No.1 J-ROCK MIX (16 марта 2011 года) 

2. BUCK-TICK — Aku no Hana (яп. 悪の華)
Сборник композиций J-Rock легенд.

## Трибьюты и кавер-версии
- PARADE～RESPECTIVE TRACKS OF BUCK-TICK～ (21 декабря 2005 года)

Трибьют-альбом, посвящённый двадцатилетию группы.
- abingdon boys school — abingdon boys school (17 октября 2007 года)

11. dress (яп. ドレス)
Песня, исполненная a.b.s. для трибьют-альбома BUCK-TICK, также вошла и в их первый альбом.
- CRUSH! —90's V-Rock best hit cover songs— (26 января 2011 года) 

DuelJewel — JUPITER
Кавер-версии песен известных групп и исполнителей V-Rock 1990-х в исполнении групп и исполнителей 2000-х годов.
- CRUSH!2 —90's V-Rock best hit cover songs— (23 ноября 2011 года) 

9GOATS BLACK OUT — Speed (яп. スピード)
Кавер-версии песен известных групп и исполнителей V-Rock 1990-х в исполнении групп и исполнителей 2000-х годов, второй сборник.
- PARADE II -RESPECTIVE TRACKS OF BUCK-TICK- (4 июля 2012 года)

Трибьют-альбом, посвящённый двадцатипятилетию группы.

## Переиздания
19 сентября 2002 года компания Victor Entertainment выпустила цифровое переиздание 10 альбомов BUCK-TICK (DIGITAL REMASTERED CD ALBUMS). Альбомы были выпущены в виде обычного издания и ограниченного. Кроме носителя альбомы отличались от оригиналов дизайном обложек, а также на ограниченных изданиях были добавлены бонус-треки.
- SEXUAL XXXXX!

ROMANESQUE (released from BT) 
SEXUAL XXXXX! (another Climax Together Live)
- SEVENTH HEAVEN

SEXUAL INTERCOURSE (unreleased version)
･･･IN HEAVEN･･･～MOON LIGHT (Climax Together Live)
- TABOO

JUST ONE MORE KISS (Climax Together Live)
TO SEARCH (single version)
- Aku no Hana (яп. 悪の華)

Aku no Hana (яп. 悪の華) (single version), UNDER THE MOON LIGHT (single)
- HURRY UP MODE

MOONLIGHT (unreleased version), THEME OF BT (by NAKA NOZOMU)
- Kurutta Taiyou (яп. 狂った太陽)

Narcissus (яп. ナルシス) (single), ANGELIC CONVERSATION (single version)
- Koroshi no Shirabe　This in NOT Greatest Hits (яп., англ. 殺シノ調べ　This in NOT Greatest Hits)

M・A・D (another Climax Together Live)
- darker than darkness -style93-

Dress (яп. ドレス) (aux・send mix), die (single Live version)
- Six/Nine

Taiyou ni Korosareta (яп. 太陽ニ殺サレタ) (Live at Omiya Sonic City 1993)
- COSMOS

Candy (яп. キャンディ) (single version), Chocolate (яп. チョコレート) (single version)
5 сентября 2007 года в честь двадцатилетия группы компания Victor Entertainment вновь выпустила переиздания 12 альбомов. Для этих переиздний был сохранён оригинальный дизайн обложек .
- SEXUAL XXXXX!
- SEVENTH HEAVEN
- TABOO
- Aku no Hana (яп. 悪の華)
- HURRY UP MODE
- Kurutta Taiyou (яп. 狂った太陽)
- Koroshi no Shirabe This is NOT Greatest Hits (яп., англ. 殺シノ調べ　This in NOT Greatest Hits)
- darker than darkness -style 93-
- Six/Nine
- COSMOS
- CATALOGUE —1987~1996—

Добавлен трек 11. Candy (яп. キャンディ)
- BT

## Саундтреки
| Композиция                              | Фильм/аниме |
| --------------------------------------- | --- |
| Gessekai (яп. 月世界)                   | Nightwalker: The Midnight Detective (яп. ナイトウォーカー真夜中の探偵) (вступительная заставка)                            |
| Dress (яп. ドレス) (bloody trinity mix) | Кровь Триединства (англ. Trinity Blood) (вступительная заставка)                                                           |
| Kagerou (яп. 蜉蝣 —かげろう—)           | ×××HOLiC (финальный ролик 2, 1 сезон)                                                                                      |
| Dokudanjou (яп. 独壇場) Beauty          | Звёздный крейсер «Галактика», 2 сезон (музыка была использована в финальных титрах только для версии, показанной в Японии) |
| Kuchizuke (яп. くちづけ)                | Shiki (яп. 屍鬼) (вступительная заставка 1)                                                                                |
| Gekka Reijin (яп. 月下麗人)             | Shiki (яп. 屍鬼) (финальный ролик 2)                                                                                       |

- Gessekai (яп. 月世界) (Opening Theme и инструментал) вошли в сборник NightWalker -Mayonaka no Tantei- (яп. -真夜中の探偵-) ORIGINAL SOUNDTRACK [и 30]
- Kagerou (яп. 蜉蝣 —かげろう—) TV size вошла в саундтрек к аниме ×××HOLiC SOUNDFILE [и 31]
- Отрывки (TV size) Kuchizuke (яп. くちづけ) и Gekka Reijin (яп. 月下麗人), звучащие в заставках аниме, также вышли на диске SHIKI ORIGINAL SOUNDTRACK (яп. 「屍鬼」オリジナル・サウンドトラック) [и 32]

## Музыка для рекламы
Песни BUCK-TICK, использованные в рекламе.
| Год  | Композиция         | Реклама                                        |
| ---- | ------------------ | ---------------------------------------------- |
| 1988 | JUST ONE MORE KISS | CDian RC-X70 (бумбокс производства Victor JVC) |
| 1992 | JUPITER            | CDioss                                         |
| 2010 | BOLERO             | средства по уходу за волосами TSUBAKI          |

## Видео
| Название | Формат       | Лейбл                       | Дата выхода                                  |
| --- | ------------ | --------------------------- | -------------------------------------------- |
| BUCK-TICK Genshou (LIVE) at THE LIVE INN (яп., англ. バクチク現象 (ライブ) at THE LIVE INN) | VHS          | VICTOR                      | 21 сентября 1987 года                        |
| MORE SEXUAL！！！！！ | VHS          | VICTOR                      | 21 февраля 1988 года                         |
| Sabbat [I] | VHS          | VICTOR                      | 21 апреля 1989 года                          |
| Sabbat [II] | VHS          | VICTOR                      | 21 апреля 1989 года                          |
| Aku no Hana (яп. 悪の華) | VHS          | VICTOR                      | 1 апреля 1990 года                           |
| M・A・D | VHS          | VICTOR                      | 5 июня 1991 года                             |
| BUCK-TICK | VHS          | VICTOR                      | 21 ноября 1991 года                          |
| Climax Together | VHS          | VICTOR                      | 2 декабря 1992 года                          |
| CATALOGUE 1987-1995 | VHS, DVD     | VICTOR ENTERTAINMENT        | 1 декабря 1995 года VHS 23 мая 2001 года DVD |
| SWEET STRANGE LIVE FILM | VHS          | Mercury Music Entertainment | 12 августа 1998 года                         |
| DREAM BOX | VHS          | Mercury Music Entertainment | 26 ноября 1999 года                          |
| ONE LIFE, ONE DEATH CUT UP | VHS, DVD     | BMG Funhouse                | 28 марта 2001 года                           |
| BUCK-TICK PICTURE PRODUCT: - Vol.1 (e･rot･i･ca) - Vol.2 (cha･os) - Vol.3 (sen･sor) - Vol.4 (warp) - Vol.5 (nex･us) | VHS, DVD     | VICTOR ENTERTAINMENT        | 21 марта 2002 года                           |
| BUCK-TICK TOUR2002 WARP DAYS 20020616 BAY NK HALL | VHS, DVD     | BMG Funhouse                | 4 декабря 2002 года                          |
| sabbat | DVD          | VICTOR                      | 19 марта 2003 года                           |
| PICTURE PRODUCT II | DVD          | BMG Funhouse                | 25 июня 2003 года                            |
| Climax Together Collector's Box: - DISC1. Climax Together - DISC2. Climax Together Version 2003 - DISC3. Climax Together Multi-Angle Concert - DISC4. Climax Together LIVE CD TRACKS VOLUME ONE - DISC5. Climax Together LIVE CD TRACKS VOLUME TWO | DVD+CD       | VICTOR                      | 10 сентября 2003 года                        |
| Mona Lisa OVERDRIVE —XANADU— | DVD          | BMG Funhouse                | 3 декабря 2003 года                          |
| at the night side | DVD          | BMG Funhouse                | 21 апреля 2004 года                          |
| Akuma to Freud (яп. 悪魔とフロイト) —Devil and Freud— Climax Together: - DISC1/DVD. BUCK-TICK Akuma to Freud (яп. 悪魔とフロイト) —Devil and Freud— Climax Together - DISC2/DVD. BUCK-TICK Akuma to Freud (яп. 悪魔とフロイト) —Devil and Freud— Climax Together+α - DISC3/CD. Akuma to Freud (яп. 悪魔とフロイト) —Devil and Freud— Climax Together LIVE CD TRACKS VOLUME ONE - DISC3/CD. Akuma to Freud (яп. 悪魔とフロイト) —Devil and Freud— Climax Together LIVE CD TRACKS VOLUME TWO | DVD+CD       | BMG Funhouse                | 22 декабря 2004 года                         |
| SWEET STRANGE LIVE FILM | DVD          | Universal Music             | 14 декабря 2005 года                         |
| 13th FLOOR WITH DIANA | DVD          | BMG JAPAN                   | 14 декабря 2005 года                         |
| SINGLES on Digital Video Disc | DVD          | VICTOR                      | 15 февраля 2006 года                         |
| BUCK-TICK FEST 2007 ON PARADE | DVD          | BMG JAPAN                   | 2 апреля 2008 года                           |
| TOUR 2007 Tenshi no Revolver (яп. 天使のリボルバー) | DVD          | BMG JAPAN                   | 7 мая 2008 года                              |
| memento mori 090702 | DVD, BLU RAY | ARIOLA JAPAN                | 23 декабря 2009 года                         |
| TOUR 2010 go on the «RAZZLE DAZZLE» | DVD, BLU RAY | ARIOLA JAPAN                | 6 апреля 2011 года                           |
| THE DAY IN QUESTION 2011 | DVD, BLU RAY | Lingua Sounda               | 23 мая 2012 года                             |

## Видеоклипы
| Год  | Название                                                                                            | Комментарии |
| ---- | --------------------------------------------------------------------------------------------------- | --- |
| 1987 | 1. Sexual XXXXX!                                                                                    | Видеоклипы к песням с альбома SEXUAL XXXXX! Эти клипы вышли на видео MORE SEXUAL!!!!! MY EYE & YOUR EYE не является клипом в привычном понимании, песня звучит во время финальных титров, видеоряд — фотографии участников группы и видеофрагменты со съёмок других клипов к этому альбому. Первые пять клипов также вошли в первую часть видеосборника PICTURE PRODUCT — (e･rot･i･ca). |
| 1987 | 2. DREAM OF TRUTH                                                                                   | Видеоклипы к песням с альбома SEXUAL XXXXX! Эти клипы вышли на видео MORE SEXUAL!!!!! MY EYE & YOUR EYE не является клипом в привычном понимании, песня звучит во время финальных титров, видеоряд — фотографии участников группы и видеофрагменты со съёмок других клипов к этому альбому. Первые пять клипов также вошли в первую часть видеосборника PICTURE PRODUCT — (e･rot･i･ca). |
| 1987 | 3. HYPER LOVE                                                                                       | Видеоклипы к песням с альбома SEXUAL XXXXX! Эти клипы вышли на видео MORE SEXUAL!!!!! MY EYE & YOUR EYE не является клипом в привычном понимании, песня звучит во время финальных титров, видеоряд — фотографии участников группы и видеофрагменты со съёмок других клипов к этому альбому. Первые пять клипов также вошли в первую часть видеосборника PICTURE PRODUCT — (e･rot･i･ca). |
| 1987 | 4. EMPTY GIRL                                                                                       | Видеоклипы к песням с альбома SEXUAL XXXXX! Эти клипы вышли на видео MORE SEXUAL!!!!! MY EYE & YOUR EYE не является клипом в привычном понимании, песня звучит во время финальных титров, видеоряд — фотографии участников группы и видеофрагменты со съёмок других клипов к этому альбому. Первые пять клипов также вошли в первую часть видеосборника PICTURE PRODUCT — (e･rot･i･ca). |
| 1987 | 5. ILLUSION                                                                                         | Видеоклипы к песням с альбома SEXUAL XXXXX! Эти клипы вышли на видео MORE SEXUAL!!!!! MY EYE & YOUR EYE не является клипом в привычном понимании, песня звучит во время финальных титров, видеоряд — фотографии участников группы и видеофрагменты со съёмок других клипов к этому альбому. Первые пять клипов также вошли в первую часть видеосборника PICTURE PRODUCT — (e･rot･i･ca). |
| 1987 | 6. MY EYES & YOUR EYES                                                                              | Видеоклипы к песням с альбома SEXUAL XXXXX! Эти клипы вышли на видео MORE SEXUAL!!!!! MY EYE & YOUR EYE не является клипом в привычном понимании, песня звучит во время финальных титров, видеоряд — фотографии участников группы и видеофрагменты со съёмок других клипов к этому альбому. Первые пять клипов также вошли в первую часть видеосборника PICTURE PRODUCT — (e･rot･i･ca). |
| 1988 | 7. MISTY ZONE                                                                                       | Видеоклипы к песням с мини-альбома ROMANESQUE, эти клипы вошли в сборник видеоклипов под названием BUCK-TICK, также были включены в первую часть видеосборника PICTURE PRODUCT — (e･rot･i･ca). |
| 1988 | 8. ROMANESQUE                                                                                       | Видеоклипы к песням с мини-альбома ROMANESQUE, эти клипы вошли в сборник видеоклипов под названием BUCK-TICK, также были включены в первую часть видеосборника PICTURE PRODUCT — (e･rot･i･ca). |
| 1988 | 9. PHYSICAL NEUROSE                                                                                 | Видеоклипы к песням с альбома SEVENTH HEAVEN, вошли в видеосборник BUCK-TICK и первую часть PICTURE PRODUCT — (e･rot･i･ca). |
| 1988 | 10. VICTIMS OF LOVE                                                                                 | Видеоклипы к песням с альбома SEVENTH HEAVEN, вошли в видеосборник BUCK-TICK и первую часть PICTURE PRODUCT — (e･rot･i･ca). |
| 1988 | 11. ・・・IN HEAVEN・・・                                                                           | Видеоклипы к песням с альбома SEVENTH HEAVEN, вошли в видеосборник BUCK-TICK и первую часть PICTURE PRODUCT — (e･rot･i･ca). |
| 1988 | 12. JUST ONE MORE KISS                                                                              | Видеоклип к песне с одноимённого сингла. Вошёл в сборники BUCK-TICK, CATALOGUE 1987-1995, PICTURE PRODUCT — (e･rot･i･ca), SINGLES on Digital Video Disc. |
| 1990 | 13. NATIONAL MEDIA BOYS                                                                             | Видеоклипы ко всем песням альбома Aku no Hana (яп. 悪の華), вышли на одноимённом видеоальбоме. Также они вошли в первую часть сборника PICTURE PRODUCT — (e･rot･i･ca). На этом сборнике в качестве бонуса был добавлен другой вариант клипа для Aku no Hana (яп. 悪の華). Видео Aku no Hana (яп. 悪の華) также вошло в сборники CATALOGUE 1987-1995 и SINGLES on Digital Video Disc, на ограниченном издании этого сборника также был добавлен другой вариант клипа . Aku no Hana (яп. 悪の華) и KISS ME GOOD-BYE вошли в видеосборник BUCK-TICK. Видеоряд клипа PLEASURE LAND — различные виды природы, участники группы в нём не снимались. |
| 1990 | 14. Maboroshi no Miyako (яп. 幻の都)                                                                | Видеоклипы ко всем песням альбома Aku no Hana (яп. 悪の華), вышли на одноимённом видеоальбоме. Также они вошли в первую часть сборника PICTURE PRODUCT — (e･rot･i･ca). На этом сборнике в качестве бонуса был добавлен другой вариант клипа для Aku no Hana (яп. 悪の華). Видео Aku no Hana (яп. 悪の華) также вошло в сборники CATALOGUE 1987-1995 и SINGLES on Digital Video Disc, на ограниченном издании этого сборника также был добавлен другой вариант клипа . Aku no Hana (яп. 悪の華) и KISS ME GOOD-BYE вошли в видеосборник BUCK-TICK. Видеоряд клипа PLEASURE LAND — различные виды природы, участники группы в нём не снимались. |
| 1990 | 15. LOVE ME                                                                                         | Видеоклипы ко всем песням альбома Aku no Hana (яп. 悪の華), вышли на одноимённом видеоальбоме. Также они вошли в первую часть сборника PICTURE PRODUCT — (e･rot･i･ca). На этом сборнике в качестве бонуса был добавлен другой вариант клипа для Aku no Hana (яп. 悪の華). Видео Aku no Hana (яп. 悪の華) также вошло в сборники CATALOGUE 1987-1995 и SINGLES on Digital Video Disc, на ограниченном издании этого сборника также был добавлен другой вариант клипа . Aku no Hana (яп. 悪の華) и KISS ME GOOD-BYE вошли в видеосборник BUCK-TICK. Видеоряд клипа PLEASURE LAND — различные виды природы, участники группы в нём не снимались. |
| 1990 | 16. PLEASURE LAND                                                                                   | Видеоклипы ко всем песням альбома Aku no Hana (яп. 悪の華), вышли на одноимённом видеоальбоме. Также они вошли в первую часть сборника PICTURE PRODUCT — (e･rot･i･ca). На этом сборнике в качестве бонуса был добавлен другой вариант клипа для Aku no Hana (яп. 悪の華). Видео Aku no Hana (яп. 悪の華) также вошло в сборники CATALOGUE 1987-1995 и SINGLES on Digital Video Disc, на ограниченном издании этого сборника также был добавлен другой вариант клипа . Aku no Hana (яп. 悪の華) и KISS ME GOOD-BYE вошли в видеосборник BUCK-TICK. Видеоряд клипа PLEASURE LAND — различные виды природы, участники группы в нём не снимались. |
| 1990 | 17. MISTY BLUE                                                                                      | Видеоклипы ко всем песням альбома Aku no Hana (яп. 悪の華), вышли на одноимённом видеоальбоме. Также они вошли в первую часть сборника PICTURE PRODUCT — (e･rot･i･ca). На этом сборнике в качестве бонуса был добавлен другой вариант клипа для Aku no Hana (яп. 悪の華). Видео Aku no Hana (яп. 悪の華) также вошло в сборники CATALOGUE 1987-1995 и SINGLES on Digital Video Disc, на ограниченном издании этого сборника также был добавлен другой вариант клипа . Aku no Hana (яп. 悪の華) и KISS ME GOOD-BYE вошли в видеосборник BUCK-TICK. Видеоряд клипа PLEASURE LAND — различные виды природы, участники группы в нём не снимались. |
| 1990 | 18. DIZZY MOON                                                                                      | Видеоклипы ко всем песням альбома Aku no Hana (яп. 悪の華), вышли на одноимённом видеоальбоме. Также они вошли в первую часть сборника PICTURE PRODUCT — (e･rot･i･ca). На этом сборнике в качестве бонуса был добавлен другой вариант клипа для Aku no Hana (яп. 悪の華). Видео Aku no Hana (яп. 悪の華) также вошло в сборники CATALOGUE 1987-1995 и SINGLES on Digital Video Disc, на ограниченном издании этого сборника также был добавлен другой вариант клипа . Aku no Hana (яп. 悪の華) и KISS ME GOOD-BYE вошли в видеосборник BUCK-TICK. Видеоряд клипа PLEASURE LAND — различные виды природы, участники группы в нём не снимались. |
| 1990 | 19. SABBAT                                                                                          | Видеоклипы ко всем песням альбома Aku no Hana (яп. 悪の華), вышли на одноимённом видеоальбоме. Также они вошли в первую часть сборника PICTURE PRODUCT — (e･rot･i･ca). На этом сборнике в качестве бонуса был добавлен другой вариант клипа для Aku no Hana (яп. 悪の華). Видео Aku no Hana (яп. 悪の華) также вошло в сборники CATALOGUE 1987-1995 и SINGLES on Digital Video Disc, на ограниченном издании этого сборника также был добавлен другой вариант клипа . Aku no Hana (яп. 悪の華) и KISS ME GOOD-BYE вошли в видеосборник BUCK-TICK. Видеоряд клипа PLEASURE LAND — различные виды природы, участники группы в нём не снимались. |
| 1990 | 20. THE WORLD IS YOURS                                                                              | Видеоклипы ко всем песням альбома Aku no Hana (яп. 悪の華), вышли на одноимённом видеоальбоме. Также они вошли в первую часть сборника PICTURE PRODUCT — (e･rot･i･ca). На этом сборнике в качестве бонуса был добавлен другой вариант клипа для Aku no Hana (яп. 悪の華). Видео Aku no Hana (яп. 悪の華) также вошло в сборники CATALOGUE 1987-1995 и SINGLES on Digital Video Disc, на ограниченном издании этого сборника также был добавлен другой вариант клипа . Aku no Hana (яп. 悪の華) и KISS ME GOOD-BYE вошли в видеосборник BUCK-TICK. Видеоряд клипа PLEASURE LAND — различные виды природы, участники группы в нём не снимались. |
| 1990 | 21. Aku no Hana (яп. 悪の華) + Aku no Hana (Another Edit)                                           | Видеоклипы ко всем песням альбома Aku no Hana (яп. 悪の華), вышли на одноимённом видеоальбоме. Также они вошли в первую часть сборника PICTURE PRODUCT — (e･rot･i･ca). На этом сборнике в качестве бонуса был добавлен другой вариант клипа для Aku no Hana (яп. 悪の華). Видео Aku no Hana (яп. 悪の華) также вошло в сборники CATALOGUE 1987-1995 и SINGLES on Digital Video Disc, на ограниченном издании этого сборника также был добавлен другой вариант клипа . Aku no Hana (яп. 悪の華) и KISS ME GOOD-BYE вошли в видеосборник BUCK-TICK. Видеоряд клипа PLEASURE LAND — различные виды природы, участники группы в нём не снимались. |
| 1990 | 22. KISS ME GOOD-BYE                                                                                | Видеоклипы ко всем песням альбома Aku no Hana (яп. 悪の華), вышли на одноимённом видеоальбоме. Также они вошли в первую часть сборника PICTURE PRODUCT — (e･rot･i･ca). На этом сборнике в качестве бонуса был добавлен другой вариант клипа для Aku no Hana (яп. 悪の華). Видео Aku no Hana (яп. 悪の華) также вошло в сборники CATALOGUE 1987-1995 и SINGLES on Digital Video Disc, на ограниченном издании этого сборника также был добавлен другой вариант клипа . Aku no Hana (яп. 悪の華) и KISS ME GOOD-BYE вошли в видеосборник BUCK-TICK. Видеоряд клипа PLEASURE LAND — различные виды природы, участники группы в нём не снимались. |
| 1991 | 23. Speed (яп. スピード) + Speed (Another Edit)                                                     | Видеоклип к песне с одноимённого сингла, вошёл в сборник BUCK-TICK, CATALOGUE 1987-1995, вторую часть сборника PICTURE PRODUCT — (cha･os) и сборник SINGLES on Digital Video Disc. На ограниченном издании SINGLES on Digital Video Disc была добавлена другая версия клипа . |
| 1991 | 24. M・A・D                                                                                         | Видеоклипы к версиям песен с сингла M・A・D, клипы вышли на одноимённом видеоальбоме. Также оба клипа вошли в видеосборник BUCK-TICK, вторую часть сборника PICTURE PRODUCT — (cha･os), клип M・A・D также вошёл в сборники CATALOGUE 1987-1995 и SINGLES on Digital Video Disc. |
| 1991 | 25. ANGELIC CONVERSATION                                                                            | Видеоклипы к версиям песен с сингла M・A・D, клипы вышли на одноимённом видеоальбоме. Также оба клипа вошли в видеосборник BUCK-TICK, вторую часть сборника PICTURE PRODUCT — (cha･os), клип M・A・D также вошёл в сборники CATALOGUE 1987-1995 и SINGLES on Digital Video Disc. |
| 1991 | 26. JUPITER                                                                                         | Видеоклип к песне с одноимённого сингла. Видео вышло на сборниках BUCK-TICK, CATALOGUE 1987-1995, на второй части сборника PICTURE PRODUCT — (cha･os), а также на SINGLES on Digital Video Disc. |
| 1993 | 27. Dress (яп. ドレス) + Multi-Angle                                                                | Видеоклип к песне с одноимённого сингла, видео вошло в сборники CATALOGUE 1987-1995, вторую часть PICTURE PRODUCT — (cha･os), SINGLES on Digital Video Disc, на ограниченном издании SINGLES on Digital Video Disc была добавлена версия клипа Multi-Angle . |
| 1993 | 28. die                                                                                             | Видеоклип к песне с одноимённого сингла, видео вошло в сборники CATALOGUE 1987-1995, вторую часть PICTURE PRODUCT — (cha･os), SINGLES on Digital Video Disc |
| 1995 | 29. Kodou (яп. 鼓動)                                                                                | Видеоклип к песне с одноимённого сингла, видео вошло в сборники CATALOGUE 1987-1995, вторую часть PICTURE PRODUCT — (cha･os), SINGLES on Digital Video Disc. |
| 1995 | 30. Uta (яп. 唄)                                                                                    | Видеоклип к песне с одноимённого сингла, видео вошло в сборники CATALOGUE 1987-1995, вторую часть PICTURE PRODUCT — (cha･os), SINGLES on Digital Video Disc. В этом клипе использованы кадры из видео для версии альбома. |
| 1995 | 31. Mienai Mono wo Miyou to Suru Gokai Subete Gokai da (яп. 見えない物を見ようとする誤解全て誤解だ) | Видеоклип к песне с одноимённого сингла, видео вошло в сборники CATALOGUE 1987-1995, вторую часть PICTURE PRODUCT — (cha･os), SINGLES on Digital Video Disc. |
| 1996 | 32. Candy (яп. キャンディ)                                                                          | Видеоклип к песне с одноимённого сингла, видео вошло во вторую часть PICTURE PRODUCT — (cha･os), SINGLES on Digital Video Disc и переиздание видеосборника CATALOGUE 1987-1995. Режиссёр: Томо Фурукава (яп. 古川とも Фурукава Томо) (FULL из группы GUNIW TOOLS) . |
| 1997 | 33. Heroine (яп. ヒロイン)                                                                          | Видеоклип к песне с одноимённого сингла, видео вышло на сборниках DREAM BOX, второй части PICTURE PRODUCT — (cha･os) и SINGLES on Digital Video Disc. |
| 1998 | 34. Sasayaki (яп. 囁き)                                                                             | Видеоклип к песне с одноимённого сингла, видео вышло на сборниках DREAM BOX, второй части PICTURE PRODUCT — (cha･os) и SINGLES on Digital Video Disc. |
| 1998 | 35. Gessekai (яп. 月世界)                                                                           | Видеоклип к песне с одноимённого сингла, видео вышло на сборниках DREAM BOX, второй части PICTURE PRODUCT — (cha･os) и SINGLES on Digital Video Disc. |
| 1999 | 36. BRAN-NEW LOVER                                                                                  | Видеоклип к песне с одноимённого сингла, видео вышло на сборниках DREAM BOX, второй части PICTURE PRODUCT — (cha･os) и SINGLES on Digital Video Disc. |
| 1999 | 37. Miu (яп. ミウ)                                                                                  | Видеоклип к песне с одноимённого сингла, видео вышло на сборниках DREAM BOX, второй части PICTURE PRODUCT — (cha･os) и SINGLES on Digital Video Disc. |
| 2000 | 38. GLAMOROUS                                                                                       | Видеоклип к песне с одноимённого сингла, видео вошло во вторую часть PICTURE PRODUCT — (cha･os), PICTURE PRODUCT II и SINGLES on Digital Video Disc. |
| 2001 | 39. 21st Cherry Boy                                                                                 | Видеоклип к песне с одноимённого сингла, видео вошло в сборники PICTURE PRODUCT II и SINGLES on Digital Video Disc. |
| 2002 | 40. Kyokutou Yori Ai wo Komete (яп. 極東より愛を込めて) + Multi-Angle                               | Видеоклип к песне с одноимённого сингла, видео вошло в сборники PICTURE PRODUCT II и SINGLES on Digital Video Disc, на ограниченном издании SINGLES on Digital Video Disc также была добавлена версия Multi-Angle . |
| 2003 | 41. Zangai (яп. 残骸) + Multi-Angle                                                                 | Видеоклип к песне с одноимённого сингла, видео вошло в сборник SINGLES on Digital Video Disc, также на видеосборнике PICTURE PRODUCT II вышла версия Multi-Angle. |
| 2003 | 42. TRANS                                                                                           | Видеоклип к песне со стороны «Б» сингла GLAMOROUS, видео вышло на сборнике PICTURE PRODUCT II. |
| 2003 | 43. Gensou no Hana (яп. 幻想の花)                                                                   | Видеоклип к песне с одноимённого сингла, видео вошло в сборник SINGLES on Digital Video Disc. |
| 2005 | 44. ROMANCE                                                                                         | Видеоклип к песне с одноимённого сингла, видео вошло в сборник SINGLES on Digital Video Disc. |
| 2006 | 45. Kagerou (яп. 蜉蝣)                                                                              | Видеоклип к песне с одноимённого сингла, видео вышло на ограниченном издании сингла. |
| 2007 | 46. RENDEZVOUS～ランデヴー～                                                                        | Видеоклип к песне с одноимённого сингла. |
| 2007 | 47. Alice in Wonder Underground                                                                     | Видеоклип к песне с одноимённого сингла. Режиссёр: Кэнсаки Какимото (яп. 柿本賢作 Какимото Кэнсаки) - Jrock Choice Awards 2007: Alice in Wonder Underground — Лучший видеоклип (Industry choice) |
| 2008 | 48. HEAVEN                                                                                          | Видеоклип к песне с одноимённого сингла, видео вышло на ограниченном издании сингла. |
| 2009 | 49. GALAXY                                                                                          | Видеоклип к песне с одноимённого сингла, видео вышло на ограниченном издании сингла. |
| 2010 | 50. Dokudanjou Beauty (яп., англ. 独壇場Beauty)                                                     | Видеоклип к версии песни с одноимённого сингла. |
| 2010 | 51. Kuchizuke (яп. くちづけ)                                                                        | Видеоклип к версии песни с одноимённого сингла, видео вышло на ограниченном издании сингла. |
| 2012 | 52. Elise no Tame ni (яп. エリーゼのために)                                                         | |

BUCK-TICK PICTURE PRODUCT: Vol. 5 (nex･us) — видеоклипы на все песни альбома Six/Nine
1. Loop
2. love letter
3. Kimi no Vanilla (яп. 君のヴァニラ)
4. Kodou (яп. 鼓動) (nexus ver.)
5. Kagiri Naku Nezumi (яп. 限りなく鼠)
6. Rakuen (Inori Negai) (яп. 楽園 (祈り希い))
7. Hosoi Sen (яп. 細い線)
8. Somewhere Nowhere
9. Aikawarazu no «Are» no Katamari ga Nosabaru Hedo no Soko no Fukidamari (яп. 相変わらずの「アレ」のカタマリがのさばる反吐の底の吹き溜まり)
10. Detarame Yarou (яп. デタラメ野郎)
11. Misshitsu (яп. 密室)
12. Kick (Daichi wo Keru Otoko) (англ., яп. Kick (大地を蹴る男))
13. Itoshi no Rock Star (яп. 愛しのロック・スター)
14. Uta (яп. 唄) (nexus ver.)
15. Mienai Mono wo Miyou to Suru Gokai Subete Gokai da (яп. 見えない物を見ようとする誤解全て誤解だ) (nexus ver.)
16. Loop MARK II

## В качестве приглашённых музыкантов
- Мика Канэко (яп. 金子 美香 Канэко Мика) — KICK (1988 год)

Watashi no Teki (яп. 私の敵, «Мой враг»)
Хисаси Имаи — музыка
- Наоко Нодзава (яп. 野沢 直子 Нодзава Наоко) — Tonkichi Chinpei Kanta (яп. トン吉 チン平 カン太) (1989 год)

Itoshi no Gaitare (яп. いとしの外タレ, «Любимая иностранная звезда»)
Хисаси Имаи — музыка
- DER ZIBET — Shushinki (яп. 思春期, «Половое созревание») II -DOWNER SIDE- (21 октября 1991 года)

Masquerade (яп. マスカレード)
Ацуси Сакураи — вокал
4-D Vision no Rasen Kaidan (яп. 4-D Visionのらせん階段, «Винтовая лестница в 4-D»)
Хисаси Имаи — гитара
- SOFT BALLET — MILLION MIRRORS (21 октября 1992 года)

MEDDLER
Хисаси Имаи — гитара
- ISSAY — FLOWERS (21 сентября 1994 года)

Koi No Hallelujah (яп. 恋のハレルヤ, «Аллилуйя безумной страсти»)
Ацуси Сакураи — бэк-вокал
Хидэхико Хосино — гитара
Asa Made Matenai (яп. 朝まで待てない, «Я не могу ждать до утра»)
Хидэхико Хосино — гитара
Seaside Bound (яп. シーサイドバウンド)
Хидэхико Хосино — гитара
- THE STALIN — Shinda Mono Hodo Aishite Yaru Sa (яп. 死んだものほど愛してやるさ) (1 декабря 1995 года, концертный альбом) [и 37]

NO FUN
Muchi (яп. 虫)
Хисаси Имаи — гитара
- PIG — Sinsation (1995 год в Японии, 1996 год в США) [и 38]

Analgesia
Хисаси Имаи — гитара
- PIG — Wreaked (1997 год в США) [и 39]

No One Gets Out Of Her Alive
Ацуси Сакураи — вокал
Хисаси Имаи — гитара
Contempt
Ацуси Сакураи — вокал
Хисаси Имаи — гитара
- Tribute to THE STARCLUB featuring HIKAGE (21 марта 1997 года)

BAD BULLET BOY
Ютака Хигути — бас-гитара
THE UNKNOWN SOLDIER
Хисаси Имаи — гитара, аранжировка
Ютака Хигути — бас-гитара
- Юкинодзё Мори (яп. 森 雪之丞 Мори Юкинодзё:) — Tenshi no Ita Wakusei (яп. 天使のいた惑星, «Планета с Ангелом») (23 апреля 1997 года) [и 40]

Kumo ga Tsukuru Tenshi (яп. 雲が造る天使, «Ангел, который создал облако»),
Nageku Tenshi (яп. 嘆く天使, «Скорбящий Ангел»),
Jigsaw Puzzle no Tenshi (яп. ジグソーパズルの天使, «Картинка-загадка Ангела»),
Tenshi ni Modoreta Akuma (яп. 天使に戻れた悪魔, «Дьявол, ставший Ангелом»)
Хисаси Имаи — гитара
- PIG — No One Gets Out Of Her Alive (21 января 1998 года) [и 41]

No One Gets Out Of Her Alive
Ацуси Сакураи — вокал
Хисаси Имаи — гитара
- GUNIW TOOLS — DAZZLE (21 августа 1998 года)

GRAZING
Хисаси Имаи — музыка
- Масами Цутия (яп. 土屋 昌巳 Цутия Масами) — 森の人/Forest People [3] (21 октября 1998 года)

小さな森の人/Goblin Forest 
Ацуси Сакураи — слова, вокал
真夏の夜の森/A Mid Summer Night's Forest 
Ацуси Сакураи — слова, дуэт с Масами Цутия
- Super Rock Summit～Tengoku e no Kaidan～ (яп. 天国への階段, «Лестница на небеса») (17 марта 1999 года)

HOT DOG
Толл Ягами — ударные
- Юкинодзё Мори — POETIC EVOLUTION (17 декабря 1999 года, альбом записанный при участии одиннадцати гитаристов) [и 42]

Mebius no Kagami (яп. メビウスの鏡, «Зеркало Мёбиуса»)
Хисаси Имаи — гитара
- Shammon — Lorelei (яп. ローレライ) (5 апреля 2000 года, макси-сингл)

Sontoku Kanjou (яп. 損得感情, «Достоинства и недостатки чувств»)
Subconscious excursion
Ютака Хигути — бас-гитара
- FAKE? — MARILYN IS A BUBBLE (22 ноября 2006 года)

Хидэхико Хосино — гитара
Ютака Хигути — бас-гитара
- Цунэмацу Мацуи (яп. 松井常松 Мацуи Цунэмацу) — HORIZON ～20TH ANNIVERSARY～ (21 октября 2009 года) [и 43]

Ютака Хигути
Альбом бывшего бас-гитариста BOØWY, посвящённый 20-летию сольной карьеры. Сборник, содержащий кавер-версии песен BOØWY, его собственных песен и некоторые новые работы.
- acid android — code (27 октября 2010 года, мини-альбом)

balancing doll:1.02
Хисаси Имаи
- DER ZIBET — 懐古的未来～NOSTALGIC FUTURE [3] (10 ноября 2010 года)

Masquerade (яп. マスカレード)
Ацуси Сакураи — вокал
- Тиаки Курияма (яп. 栗山 千明 Курияма Тиаки) — CIRCUS (16 марта 2011 года) [и 44]

Shinkai (яп. 深海, «Глубокое море»)
Ацуси Сакураи — слова
Хидэхико Хосино — музыка, продюсирование
Песня была использована в качестве музыкальной темы для фильма «Ghost writer hotel» (яп. ゴーストライター・ホテル) 
- Томоясу Хотэй (яп. 布袋 寅泰 Хотэй Томоясу) — ALL TIME SUPER GUEST (17 августа 2011 года) [и 46]

GUITARHYTHM
Хисаси Имаи — гитара
Альбом, посвящённый 30-летию творческой деятельности Томоясу Хотэя